# Faithfull Forever
Faithfull Forever è un album in studio della cantante britannica Marianne Faithfull, pubblicato nel 1966 solo negli Stati Uniti.

## Tracce
1. Counting (Bob Lind)
2. Tomorrow's Calling (Eric Woolfson)
3. The First Time Ever I Saw Your Face (Ewan MacColl)
4. With You in Mind (Jackie DeShannon)
5. In the Night Time (Donovan)
6. Ne Me Quitte Pas (Love theme from The Umbrellas of Cherbourg) Jacques Demy, Michel Legrand)
7. Monday, Monday (John Phillips)
8. Some Other Spring (Arthur Herzog Jr., Irene Kitchings)
9. That's Right Baby (Michael Farr)
10. Lucky Girl (Barry Mason, Les Reed)
11. I'm the Sky (Norma Tanega)
12. I Have a Love (Leonard Bernstein, Stephen Sondheim)